# Lijst van voetbalinterlands Filipijnen - Syrië
Deze lijst van voetbalinterlands is een overzicht van alle officiële voetbalwedstrijden tussen de nationale teams van de Filipijnen en Syrië. De landen hebben tot op heden vijf keer tegen elkaar gespeeld. De eerste wedstrijd, een kwalificatiewedstrijd voor de Azië Cup 1984, vond plaats op 7 augustus 1984 in Jakarta (Indonesië). Het laatste duel, een kwalificatiewedstrijd voor het Wereldkampioenschap voetbal 2022, werd gespeeld in Dubai (Verenigde Arabische Emiraten) op 19 november 2019.

## Wedstrijden
| № | Plaats  | Datum            | Competitie                 | Wedstrijd          | Uitslag |
| - | ------- | ---------------- | -------------------------- | ------------------ | ------- |
| 1 | Jakarta | 7 augustus 1984  | Azië Cup 1984 kwalificatie | Syrië − Filipijnen | 2 − 0   |
| 2 | Aleppo  | 30 april 2001    | WK 2002 kwalificatie       | Syrië − Filipijnen | 12 − 0  |
| 3 | Aleppo  | 4 mei 2001       | WK 2002 kwalificatie       | Filipijnen − Syrië | 1 − 5   |
| 4 | Bacolod | 5 september 2019 | WK 2022 kwalificatie       | Filipijnen − Syrië | 2 − 5   |
| 5 | Dubai   | 19 november 2019 | WK 2022 kwalificatie       | Syrië − Filipijnen | 1 − 0   |

## Samenvatting
| Competitie            | Totaal gespeeld | Winst Filipijnen | Gelijk | Winst Syrië | Doelsaldo Filipijnen – Syrië |
| --------------------- | --------------- | ---------------- | ------ | ----------- | ---------------------------- |
| WK-kwalificatie       | 4               | 0                | 0      | 4           | 3 − 23                       |
| Azië Cup-kwalificatie | 1               | 0                | 0      | 1           | 0 − 2                        |
| Totaal                | 5               | 0                | 0      | 5           | 3 − 25                       |

PFF · 
A-internationals · 
Filipijns vrouwenelftal
Afghanistan ·
Australië ·
Azerbeidzjan ·
Bahrein ·
Bangladesh ·
Bhutan ·
Brunei ·
Cambodja ·
China ·
Estland ·
Fiji ·
Guam ·
Hongkong ·
India ·
Indonesië ·
Irak ·
Iran ·
Israël ·
Japan ·
Jemen ·
Jordanië ·
Kirgizië ·
Koeweit ·
Laos ·
Libanon ·
Macau ·
Malediven ·
Maleisië ·
Mongolië ·
Myanmar ·
Nepal ·
Noord-Korea ·
Oezbekistan ·
Oman ·
Oost-Timor ·
Pakistan ·
Palestina ·
Papoea-Nieuw-Guinea ·
Qatar ·
Singapore ·
Sri Lanka ·
Syrië ·
Tadzjikistan ·
Taiwan ·
Thailand ·
Turkmenistan ·
Verenigde Arabische Emiraten ·
Vietnam ·
Zuid-Korea ·
Zuid-Vietnam
SFA · A-internationals · Syrisch vrouwenelftal
1940 - 1949 · 
1950 - 1959 · 
1960 - 1969 · 
1970 - 1979 · 
1980 - 1989 · 
1990 - 1999 · 
2000 – 2009 · 
2010 – 2019 ·
2020 − 2029
Afghanistan ·
Algerije ·
Australië ·
Bahrein ·
Bangladesh ·
Cambodja ·
China ·
Cyprus ·
Egypte ·
Filipijnen ·
Griekenland ·
Guam ·
Haïti ·
Hongkong ·
India ·
Indonesië ·
Irak ·
Iran ·
Japan ·
Jemen ·
Jordanië ·
Kazachstan ·
Kirgizië ·
Koeweit ·
Laos ·
Libanon ·
Libië ·
Malediven ·
Maleisië ·
Marokko ·
Mauritanië ·
Mauritius ·
Myanmar ·
Nepal ·
Noord-Korea ·
Oezbekistan ·
Oman ·
Pakistan ·
Palestina ·
Qatar ·
Rusland ·
San Marino ·
Saoedi-Arabië ·
Singapore ·
Soedan ·
Sovjet-Unie ·
Sri Lanka ·
Tadzjikistan ·
Taiwan ·
Thailand ·
Tunesië ·
Turkije ·
Turkmenistan ·
Venezuela ·
Verenigde Arabische Emiraten ·
Vietnam ·
Wit-Rusland ·
Zuid-Jemen ·
Zuid-Korea ·
Zweden